# Апетит

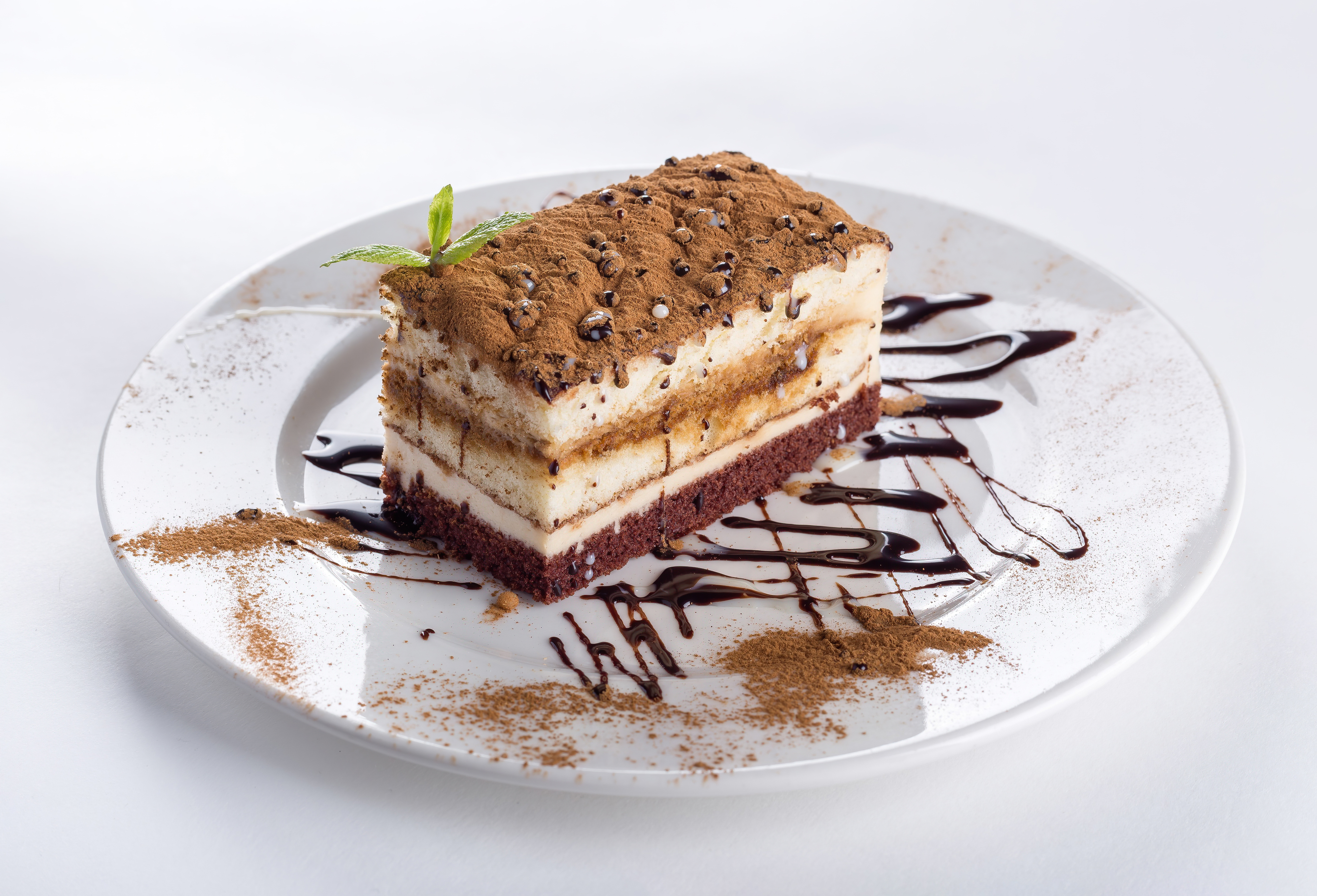
Приваблива їжа може викликати апетит навіть за відсутності почуття голоду

Апети́т (лат. appetitus — прагнення; також жадо́ба, їстіве́ць) — бажання їсти їжу, зазвичай викликане голодом. Приваблива їжа може стимулювати апетит навіть тоді, коли голод відсутній, хоча апетит може значно знижуватися через ситість. Апетит існує у всіх вищих форм життя і слугує для регулювання достатнього отримання енергії для підтримання метаболічних потреб. Він регулюється тісною взаємодією між травним трактом, жировою тканиною і мозком.
Апетитна поведінка, також відома як консумативна поведінка — це єдині процеси, пов'язані зі споживанням енергії, тоді як всі інші види поведінки впливають на її вивільнення. Під впливом стресу рівень апетиту може підвищуватися, що призводить до збільшення споживання їжі. Зниження бажання їсти називається анорексією, тоді як поліфагія (або «гіперфагія») є надмірним споживанням їжі. Розлади апетиту сприяють виникненню розладу вибіркового харчування, нервової анорексії, нервової булімії, кахексії та розладу переїдання.

## Роль у захворюваннях
Знижений або надмірний апетит не обов'язково є патологією. Генетичні фактори та фактори навколишнього середовища можуть регулювати апетит, і відхилення в будь-якому з них можуть призвести до аномального апетиту.
Поганий апетит (анорексія) може мати безліч причин, зокрема бути наслідком фізичних (інфекційні, автоімунні або онкологічні захворювання) або психологічних (стрес, психічні розлади) чинників. Аналогічно, гіперфагія (надмірне вживання їжі) може бути наслідком гормонального дисбалансу, психічних розладів (наприклад, депресії) тощо. Диспепсія, також відома як розлад травлення, теж може впливати на апетит, оскільки одним із її симптомів є відчуття «надмірного насичення» невдовзі після початку прийому їди. Порушення відчуття смаку та нюху (дисгевзія) або їхня відсутність також можуть впливати на апетит.
Аномальний апетит також може бути пов'язаний з генетикою на хромосомному рівні, про що свідчить відкриття в 1950-х роках синдрому Прадера — Віллі, типу ожиріння, спричиненого хромосомними змінами. Крім того, нервова анорексія і нервова булімія частіше зустрічаються у жінок, ніж у чоловіків — таким чином натякаючи на можливість зв'язку з X-хромосомою.